# Arkéa Park
L'Arkéa Park est un projet de nouveau stade de football situé à Guipavas, près de Brest.
De premières esquisses ont été dessinées par l'architecte François de la Serre,.
Cette infrastructure devait devenir l'enceinte du Stade brestois 29 dès avril 2022, soit 100 ans après la construction du Stade Francis-Le Blé. Cependant, la livraison de ce nouveau stade ne devrait pas être effective avant 2027. Le club envisage une capacité de 13 500 places, pouvant évoluer à 15 000 places en cas de montée en Ligue 1, le club évoluant en Ligue 2 à l'époque.
Le chantier, estimé à 80 voire 85 millions d'euros, devait initialement être financé en intégralité par des fonds privés et est suivi de près par Brest Métropole, qui doit céder les terrains sur lesquels le stade sera construit. Le stade devait aussi intégrer une galerie commerciale et un hôtel, voire une piscine.
En septembre 2021, la ville de Brest et la métropole annoncent qu'elles participeront au financement du futur stade. Ce nouveau projet ne comporte plus d'hôtel, seulement un stade de football de 15 000 places, dont plus de 4000 seront réservées à des VIP.
En juin 2023, les dirigeants du Stade brestois 29, annoncent un surcoût de 20 millions d'euros dans la construction du stade à cause de l'inflation, et sollicitent l'aide des pouvoirs publics. A présent, cette aide, qui serait financée par les contribuables de Brest Métropole, devrait s'élever à 37 millions, sans compter le coût de la démolition du stade Francis Le Blé, dont la rénovation est, elle, estimée à 50 millions d'euros.
Au fil du temps, une contestation s'installe sur la création de ce stade face à une rénovation du stade Francis Le Blé portée par les élus EELV de la ville de Brest. Une étude commandée par la ville de Brest en 2022, réalisée par l’atelier Xavier Lauzeral, montre la faisabilité d'une rénovation du stade en centre-ville pour un coût de 60 millions d'euros. Les dirigeants du Stade brestois 29 s'opposent à la possibilité d'une rénovation en menaçant de revendre le Club si leur projet de nouveau stade n'aboutissait pas.
Le stade sera situé à côté du terminus Porte de Guipavas de la ligne A du tramway, sur une zone de terres cultivables et près de la vallée du Costour, l'un des poumons verts de la Métropole et l'une des sources d'approvisionnement en eau de cette dernière, ce qui explique l'hostilité des défenseurs de l'environnement contestant le projet qui craignent notamment une perte de biodiversité.
La métropole s'est prononcée pour le projet. Les écologistes demeurent opposés et défendent une rénovation du stade Francis-Le-Blé.